# Sexton Blake

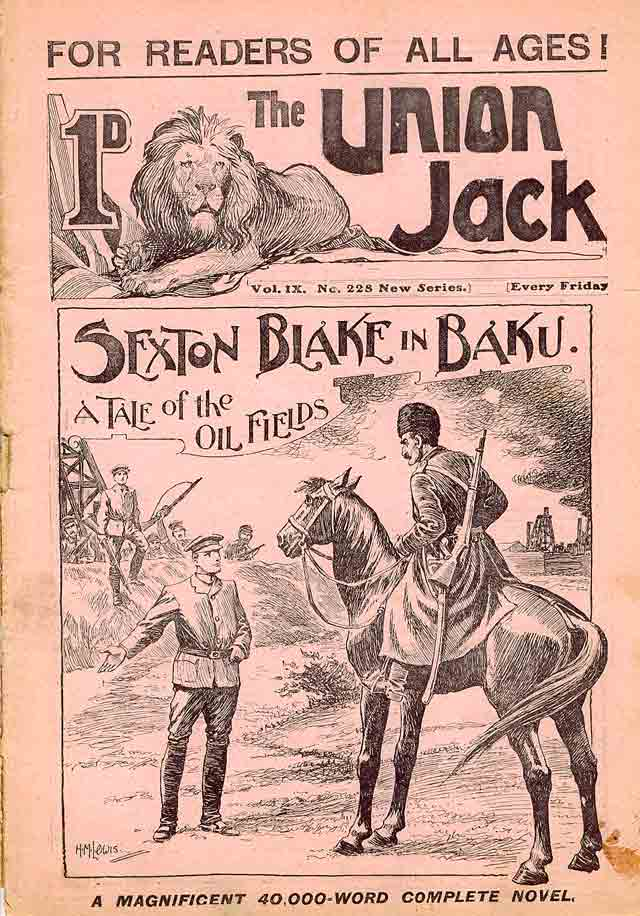
Sexton Blake in Baku, Zeitschrift The Union Jack, 1908

Sexton Blake ist ein fiktiver britischer Detektiv, der 1893 erfunden wurde. Er ist die Hauptfigur von über 5000 Geschichten, geschrieben von nahezu 200 Autoren, erschienen als Heftroman, Comic, Film, Theaterstück, Fernsehserie, Radiosendung oder Buch. Sexton Blake war während eines Großteils des 20. Jahrhunderts eine in Großbritannien populäre und bekannte Figur, geriet danach aber weitgehend in Vergessenheit.

## Geschichte
Sexton Blake wurde 1893 vom Journalisten Harry Blyth unter dem Pseudonym Hal Meredeth für den Verlag Amalgamated Press erschaffen. Seinen ersten Auftritt hatte der Privatdetektiv im Magazin The Halfpenny Marvel #6, erschienen am 20. Dezember.
Bekanntheit erlangten die Sexton-Blake-Storys durch ihr Erscheinen in der Zeitschrift The Union Jack ab 1894, und ab 1933 in deren Nachfolger Detective Weekly bis 1940. Daneben brachte der Verlag von 1915 bis 1968 innerhalb der Reihe The Sexton Blake Library teilweise mehrere Sexton-Blake-Romane pro Monat heraus. Geschichten mit Sexton Blake erschienen in einigen weiteren Publikationen und wurden in diverse Sprachen übersetzt. Auf Deutsch erschien Sexton Blake in den 1960ern kurzzeitig im Erich Pabel Verlag.
Blake-Geschichten wurden auch als Comic umgesetzt – so zum Beispiel ab 1939 im Heft Knockout – und als Theaterstück aufgeführt.
1940 schrieb der bekannte Kriminalautor Francis Durbridge für die BBC eine sechsteilige Radioserie namens A Case for Sexton Blake, in der der Ermittler den Mord an einem jungen Adeligen auf einem englischen Schloss zu klären hatte. Die Serie lief von 12. März bis 16. April 1940.
Sowohl in der Stummfilmzeit als auch danach wurde Sexton Blake in mehreren Filmen auf die Leinwand gebracht, wobei der Detektiv unter anderem von Langhorn Burton, George Curzon und David Farrar gespielt wurde. 1968 brachte ITV eine Fernsehserie mit Laurence Payne in der Hauptrolle heraus, zehn Jahre später folgte die BBC mit einem Sechsteiler von Barry Letts und mit Jeremy Clyde. Danach wurde weitgehend nichts mehr mit Sexton Blake veröffentlicht.

## Charakter
Wenngleich die Entstehung der Figur Sexton Blake und diverse ihrer Eigenschaften dem Vorbild Sherlock Holmes zugeschrieben werden, waren die Geschichten um Blake mehr action- und gewaltgeladen als diejenigen von Holmes. Blake war zwar ein logischer Denker, hatte aber doch mehr von einem Actionhelden und musste bei seinen Fällen allerlei erdulden.
Häufig hatte Blake bizarre Super-Bösewichte als Gegner. Von 1904 an wurde ihm Edward Carter alias Tinker als Assistent zur Seite gestellt.